# WebDevStudio

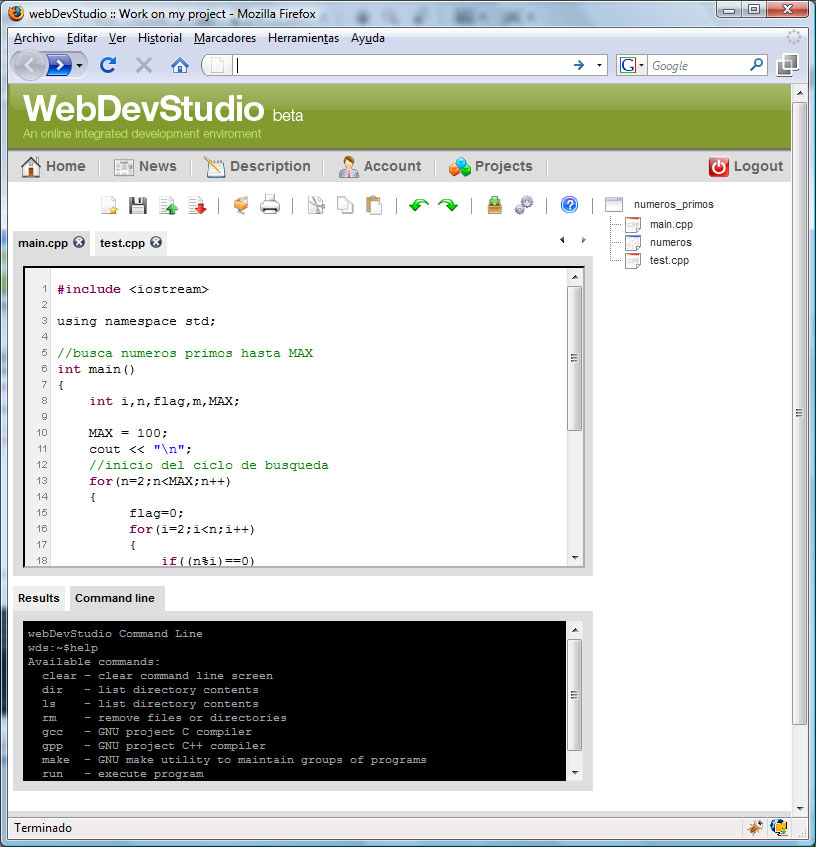
WebDevStudio, Un IDE Online para los lenguajes C/C++..

WebDevStudio es un entorno de desarrollo integrado (IDE) online basado en tecnologías AJAX/PHP accesible a través de un navegador web. Como cualquier otro entorno permite mantener proyectos informáticos implementados en diferentes lenguajes de programación, en este caso en C/C++, así como realizar una serie de operaciones básicas sobre ellos. La principal diferencia con respecto al resto de entornos reside en que es totalmente independiente de la máquina desde donde ejecute el cliente. El usuario no deberá tener instalado en su máquina nada más que un navegador web que le permitirá conectarse directamente al servidor donde se encuentra la aplicación.
WebDevStudio permite a los usuarios conectados la capacidad de tener un control absoluto sobre los proyectos que previamente hayan creado. Entre dicho control se destacan los procesos de compilación y construcción del proyecto puesto que la herramienta permite abstraerse totalmente tanto de dichos procesos como del lenguaje de programación.

## Enlaces

### Sitios oficiales
- WebDevStudio página principal
- WebDevStudio Blog
- WebDevStudio en SourceForge.net